# Sabana i pastures del Trans-Fly
La sabana i les praderies del Trans-Fly són una ecoregió de terres baixes a la costa sud de l'illa de Nova Guinea, tant al costat indonesi com al de Papua Nova Guinea. Amb el seu clima monsònic i d'estació seca, aquestes praderies són força diferents de la selva tropical que cobreix la major part de l'illa i s'assemblen al paisatge del nord d'Austràlia, que es troba al sud.
El nom fa referència al riu Fly.

## Història
Possiblement des del segle XVI, els comerciants de Makassar, Seram i altres parts d'Indonèsia van comerciar amb els nadius de la costa de la regió. Tot i que els contactes comercials entre els comerciants del sud-est asiàtic i els nadius es van tornar més infreqüents amb el pas del temps, hi va haver una presència contínua de comerciants a la regió fins a la dècada de 1870. Moltes de les tribus natives van obtenir eines de ferro a través d'aquest comerç algun temps abans que els primers missioners europeus arribessin a la zona a finals del segle XIX.

## Flora
La zona és majoritàriament praderia que s'assembla al proper nord d'Austràlia i conté zones de bosc d'eucaliptus, albizia i melaleuca. Les praderies es renoven amb incendis regulars al final de l'estació seca.
La major part del terreny consisteix en praderies i sabanes, tot i que hi ha fragments de bosc sec de fulla perenne. Els diversos hàbitats de la regió estan influenciats per factors com les pluges estacionals, la topografia local, el drenatge de l'aigua i les pràctiques de crema de la població local. A les zones que experimenten inundacions durant l'estació humida, predomina el bosc de Melaleuca. L'espècie de bambú Schizistachyum es pot trobar entre els boscos adjacents i la vegetació de sabana a la zona monsònica.

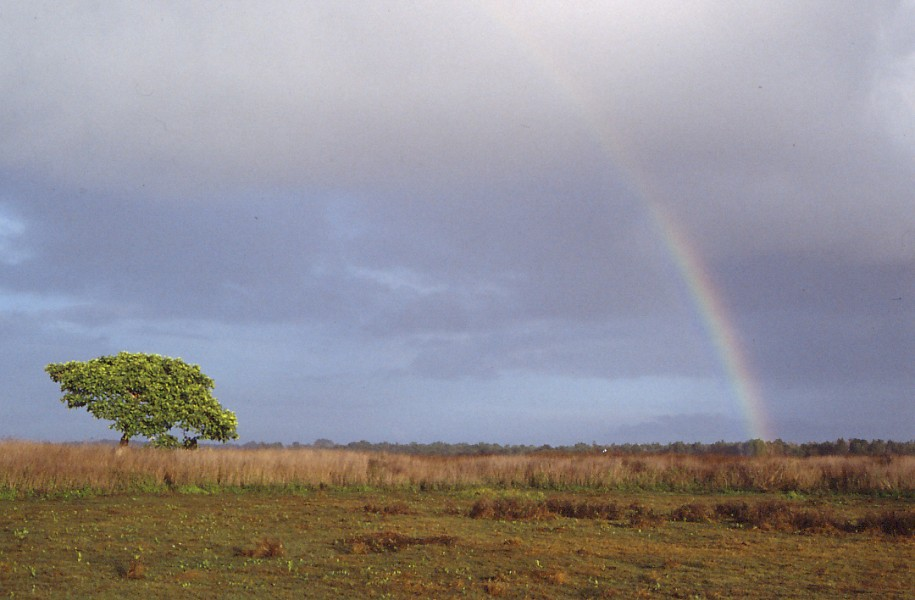
Sabana i pastures al Parc Nacional de Wasur

## Fauna
Tot i que les praderies no són tan riques en fauna com les selves tropicals de Nova Guinea, alberguen diverses espècies endèmiques. Entre els mamífers de la zona hi ha el ratolí marsupial papú, el gat marsupial bronzat, el ualabi llebre d'ulleres i el ualabi de Brun. Entre les aus de la zona hi ha el Camperol del Fly i el cucaburra escatós, un famós parent del blauet que s'alimenta de rosegadors i rèptils en lloc de peixos. La zona té un nombre important de rèptils i amfibis, inclosa la singular tortuga de nas de porc.

## Trets i preservació
Aquesta és una zona remota amb una població tribal nombrosa però molt localitzada. La majoria dels hàbitats estan intactes, tot i que la fauna salvatge és vulnerable a la recol·lecció, la caça i els danys causats per la tala d'arbres i la desforestació, especialment a mesura que la gent migra a la zona del costat indonesi. Les praderies també estan modificades pel pasturatge del Russa, introduït. Un terç de la regió està protegida (10.419 km2), sobretot al gran Parc Nacional de Wasur d'Indonèsia, a la costa, i a l'àrea adjacent de gestió de la fauna salvatge de Tonda, a l'altra banda de la frontera, a Papua Nova Guinea.